# عیناب
عیناب (به عربی: عیناب) یک منطقهٔ مسکونی در لبنان است که در استان جبل لبنان واقع شده‌است.

## خصوصیات
عیناب ۱ کیلومترمربع مساحت و ۳٬۰۰۰ نفر جمعیت دارد و ۷۵۰ متر بالاتر از سطح دریا واقع شده‌است.